# Nouveau riche
Pour les articles homonymes, voir Nouveau riche (homonymie).

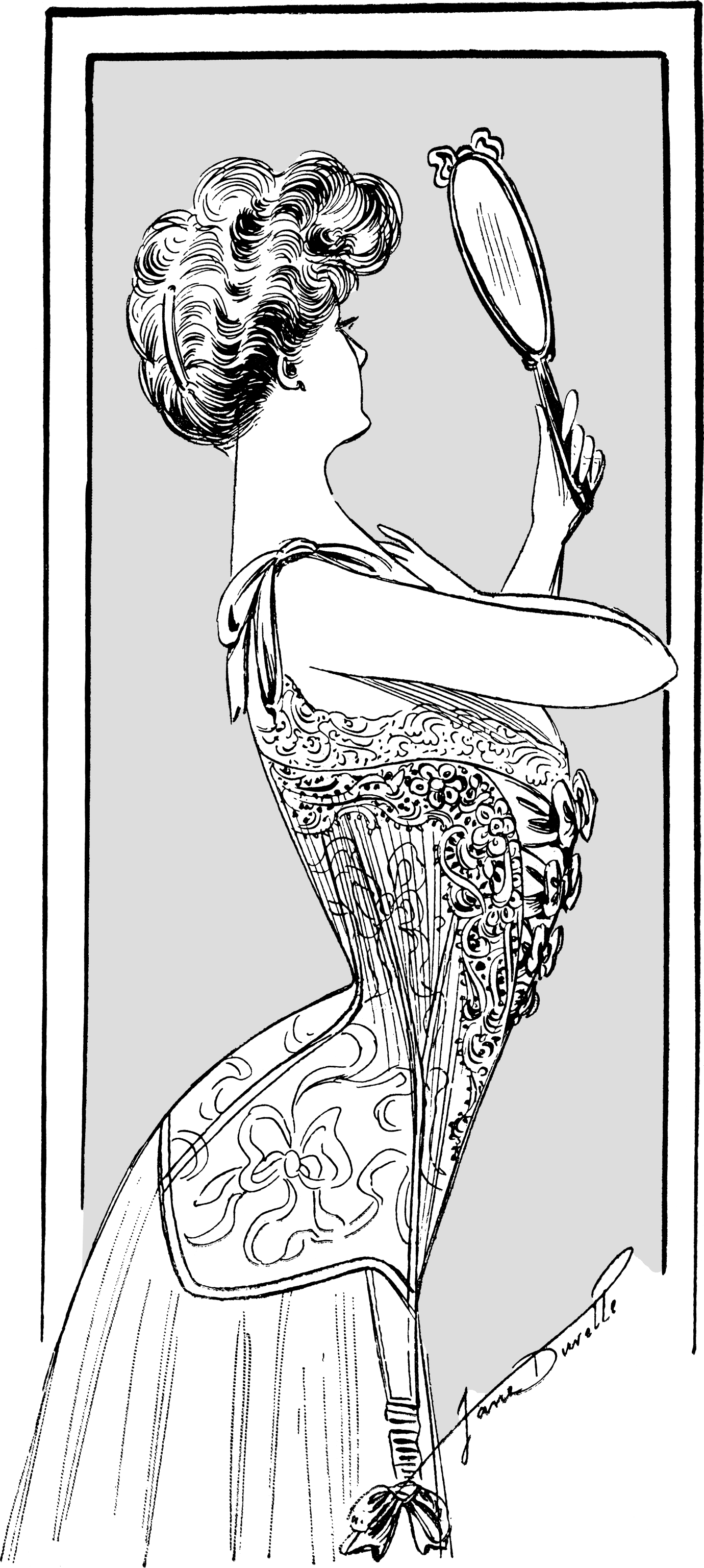
Illustration d'une bourgeoise admirant son corset en 1905. En Europe, le XIXe siècle voit de nombreux bourgeois rejoindre les classes aisées, traditionnellement occupées par les aristocrates. Ces derniers méprisent alors les bourgeois qu'ils considèrent comme des parvenus évoluant au dessus de leur rang.

Le terme nouveau riche est un qualificatif péjoratif, rattaché au mépris de classe, désignant une personne qui est devenue riche alors que ses ascendants ne l'étaient pas.

## Histoire
L'idée de nouveau riche peut être retracée en Grèce antique (environ au VIIIe siècle av. J.-C.). Le roman Satyricon, écrit à l'Antiquité, aborde déjà le cas des nouveaux riches avec son personnage de Trimalcion.

## Par pays

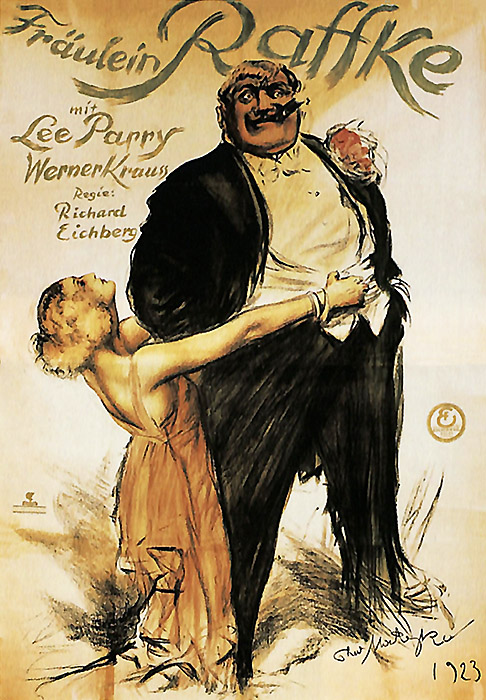
Caricature d'un nouveau riche, affiche du film allemand Fräulein Raffke (1923).

### Corée du Nord
Avec les changements économiques à la suite de la famine nord-coréenne, une classe capitaliste se forme, nommée Donju. Ils sont les premiers Nord-Coréens à détenir un pouvoir d'achat et sont le premier groupe de nouveaux riches du pays.

### France
L'expression « nouveau riche », apparue en France pendant l'entre-deux-guerres, est utilisée pour qualifier péjorativement les personnes qui se sont enrichies rapidement, parfois de manière suspecte, et qui dépensent de manière ostentatoire leur argent[réf. nécessaire].
Au cours de la Première Guerre mondiale, le financement de la guerre s'est fait par l'inflation dont le franc germinal fut la victime ; la bourgeoisie s'effondre et les rentiers disparaissent. L'essentiel de la valeur dans le pays est alors dans les mains des industriels, qui ont répondu aux commandes de guerre de l'État. Certains en ont bénéficié pour s'enrichir : ils seront appelés « profiteurs de guerre » (il y a une différence importante entre les profiteurs de guerre de la Première Guerre mondiale et ceux de la Seconde Guerre mondiale)[Laquelle ?].
Ils n'hésitent pas, à la fin de la guerre, au cours des années folles, à dépenser cet argent, alors que la guerre a mené à des profondes désorganisations économiques et à la pauvreté de nombreuses familles. À la suite de la Grande Dépression, de nombreuses personnes perdent leur fortune ou leurs emplois, et la fracture avec les nouveaux riches devient encore plus marquée. Le terme a alors un sens nettement péjoratif.
L'expression « Beurre, œuf, fromage » (BOF) désigna de manière très péjorative les commerçants et épiciers s'étant enrichis durant l'Occupation, profitant de la situation économique.

### Russie
Avec la chute de l'URSS est apparue en Russie une classe de nouveaux riches, dits les « nouveaux Russes ».

## Nouveau pauvre
Le terme nouveau pauvre est inventé pour désigner une personne qui a possédé des richesses mais qui les a perdues en totalité ou en grande partie. Ce terme est généralement utilisé pour souligner que la personne faisait auparavant partie d'un rang socio-économique plus élevé et que cette richesse, qui lui permettait d'acquérir des biens ou des luxes, est aujourd'hui inaccessible. Ces personnes peuvent ou non être réellement pauvres, mais comparées à leur rang précédent, elles semblent l'être. Nicholas Monson (petit-fils du 9e baron Monson) et Debra Scott sont les auteurs de l'ouvrage The Nouveaux Pauvres : A Guide to Downward Nobility (1984), « un manuel de vie pour les aristocrates frappés par la pauvreté », « mener un style de vie aristocratique avec un budget de commerçant »,.